# 伊松佐河战役

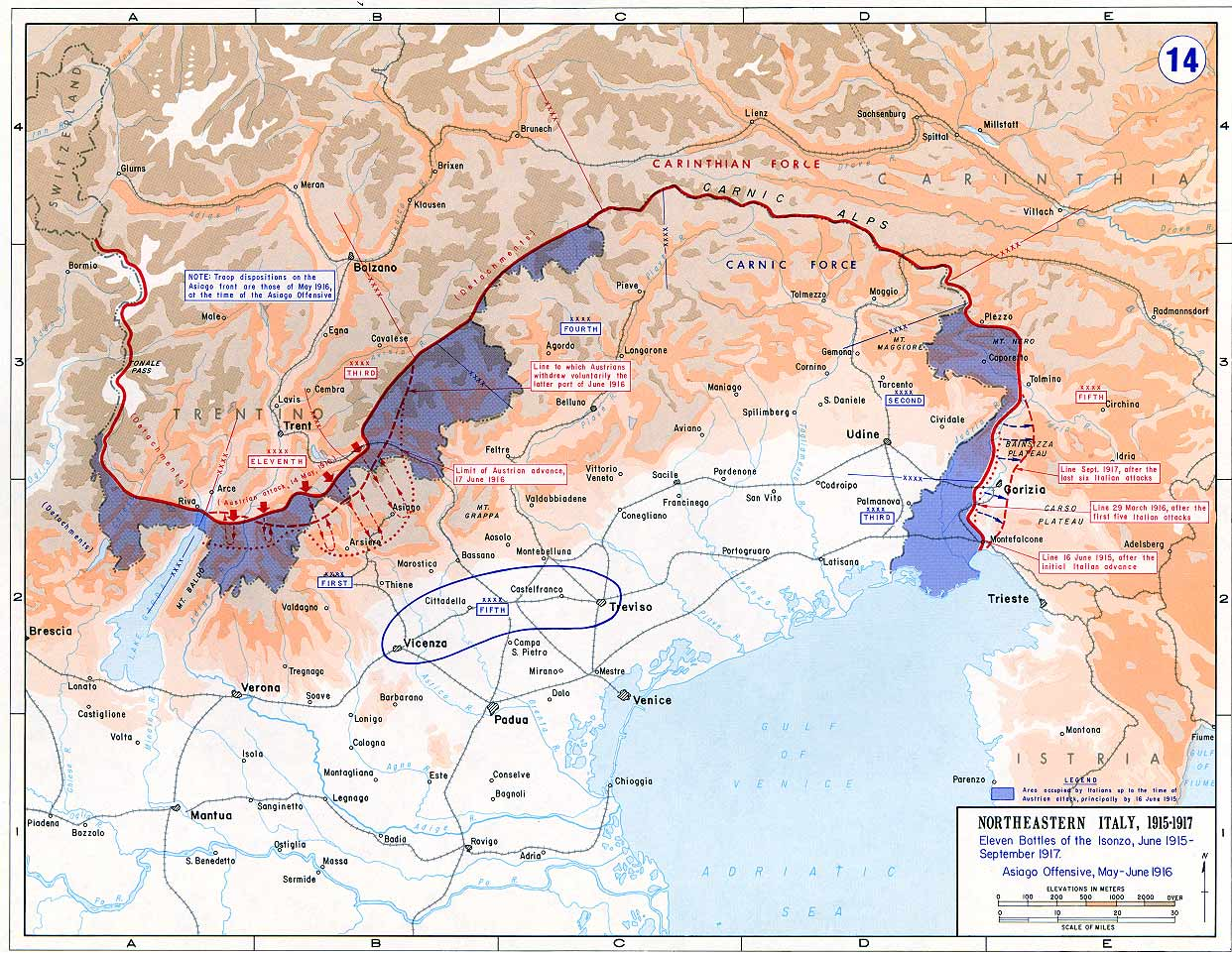
1915年至1917年的義大利戰線

伊松佐河戰役指的是發生於1915年6月至1917年11月，在第一次世界大戰義大利戰線東部的伊松佐河（Isonzo，斯洛維尼亞語稱索查河，Soča）發生的一系列戰役。
伊松佐河河谷於第一次世界大戰時是義大利戰線的阿爾卑斯山戰線的一部分，主要是意大利王国與奧匈帝國交戰的地方，後來歷史學家都稱呼這裡為伊松佐河戰線（Isonzo Front）或索查河戰線（Soška fronta）。

## 各次戰役
- 第一次伊松佐河之役（1915年6月23日至7月1日）
- 第二次伊松佐河之役（1915年7月18日至8月3日）
- 第三次伊松佐河之役（1915年10月18日至11月3日）
- 第四次伊松佐河之役（英语：Fourth Battle of the Isonzo）（1915年11月10日至12月2日）
- 第五次伊松佐河之役（1916年3月9日至3月17日）
- 第六次伊松佐河之役（1916年8月6日至8月17日）
- 第七次伊松佐河之役（英语：Seventh Battle of the Isonzo）（1916年9月14日至9月17日）
- 第八次伊松佐河之役（英语：Eighth Battle of the Isonzo）（1916年10月10日至10月12日）
- 第九次伊松佐河之役（英语：Ninth Battle of the Isonzo）（1916年11月1日至11月4日）
- 第十次伊松佐河之役（1917年5月12日至6月8日）
- 第十一次伊松佐河之役（1917年8月19日至9月12日）
- 第十二次伊松佐河之役（1917年10月24日至11月7日，又稱卡波雷托戰役）

## 結果與影響
在多場戰役中，意軍共傷亡100餘萬人，未達成戰役目的，但只牽制了少量同盟國（大部分為奧匈帝國陸軍）軍隊，還被打退了19公里，需要等待英法兩國的馳援。
1. ↑  Palazzo, Albert. . Lincoln, NE: University of Nebraska Press. 2002: 111  [25 September 2018]. ISBN 0803287747.